# 利特爾里弗鎮區 (密蘇里州佩米斯科特縣)
利特爾里弗鎮區（英語：Little River Township）是位於美國密蘇里州佩米斯科特縣的一個行政鎮區。

## 地方資料
利特爾里弗鎮區的面積為134.09平方千米，當中陸地面積為132.63平方千米，而水域面積為1.46平方千米。根據2020年美國人口普查的數據，當地共有人口605人，而人口密度為每平方千米4.51人。